# Hr.Ms. Piet Hein (1929)
De Hr.Ms. Piet Hein (PH) was een Nederlandse torpedobootjager van de Admiralenklasse, vernoemd naar de zeventiende-eeuwse zeevaarder Piet Hein.
Het schip verging bij de Slag in de Straat Badoeng op 19 februari 1942 na een torpedo van de Japanse jager Asashio en leed daarbij een verlies van 62 doden, waaronder de commandant ltz J.M.L.I. Chömpff. Deze ontving later postuum de Militaire Willems-Orde 4e klasse, evenals de officier van de Marine Stoomvaart Dienst der 2de klasse W.M. van Moppes en matroos der 1e klasse N.F.B. Vet.